# Damian Young

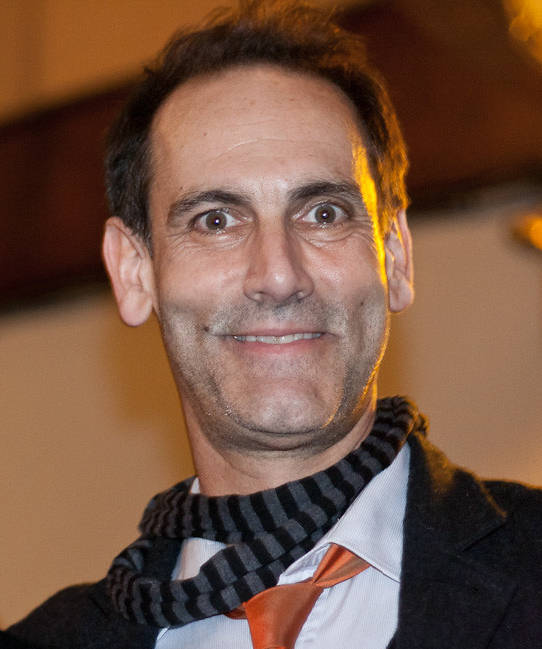
Damian Young (2012)

Damian Young (* 27. Oktober 1961 in Washington, D.C.) ist ein US-amerikanischer Schauspieler.

## Leben und Karriere
Damian Young wurde in der US-amerikanischen Hauptstadt Washington, D.C. geboren. Nach dem Schulabschluss besuchte er das Kenyon College, im US-Bundesstaat Ohio. 1984 zog er nach New York, wo er ein festes Bestandteil der Cucaracha Theatre Company wurde. Mit ihr führte er Stücke und Kabarette auf. Seitdem steht er regelmäßig am Theater auf der Bühne, unter anderem am Broadway, wo er 2008 im Stück Alle meine Söhne mitwirkte.
Young war 1988 in der Filmkomödie The Appointments of Dennis Jennings erstmals vor der Kamera zu sehen, in der er einen Geschäftsmann darstellte. 1992 stellte er einen Sheriff im Independent-Film Simple Men von Filmemacher Hal Hartley dar. Die Rollen wurden vordergründig mit Darstellern der Theaterfirma besetzt, deren Teil Young selbst war. Zwei Jahre später wirkte er auch im nächsten Film Hartleys mit und übernahm in dessen Thriller Amateur als Edward eine Nebenrolle. Von 1993 bis 1995 stellte er den Busfahrer Stu Benedict in der Serie Pete & Pete dar. 1997 übernahm er eine kleine Rolle in der Tragikomödie Chasing Amy. Ein Jahr darauf stellte er einen Regisseur in der Filmkomödie Liebe in jeder Beziehung dar. 1999 übernahm er als Howard eine wiederkehrende Rolle in der Serie Cosby. Es folgte eine Nebenrolle als Schulleiter Ken Weaver in der Komödie Schneefrei und als Allan Kriegman eine zentrale Rolle in der kurzlebigen Serie The War Next Door. 2005 übernahm er als Mark Berman eine der Hauptrollen der Serie The Comeback. Die Rolle übernahm er in der 2014 veröffentlichten zweiten Staffel erneut.
Von 2007 bis 2009 verkörperte er eine wiederkehrende Rolle in der Serie Damages – Im Netz der Macht. Im selben Jahr übernahm er als Bill Lewis eine Nebenrolle in Californication, in der er bis 2011 zu sehen war. 2008 wirkte er als Karl bei Sex and the City – Der Film in einer Nebenrolle mit. Ein Jahr darauf trat er als Roddie in der internationalen Co-Filmproduktion Ein gutes Herz auf. 2010 stellte er im Action-Thriller Auftrag Rache Senator Jim Pine dar. Anschließend übernahm er im Filmdrama Twelve ebenfalls eine Nebenrolle. 2013 war er in der Komödie Der Lieferheld – Unverhofft kommt oft zu sehen. In der schwarzhumorigen Komödie Birdman oder (Die unverhoffte Macht der Ahnungslosigkeit) aus dem Jahr 2014, übernahm Young als Theaterkritiker Gabriel eine kleine Rolle, die innerhalb eines Tages abgedreht wurde. Von 2016 bis 2017 stellte Young in der vierten und fünften Staffel der Serie House of Cards Aidan Macallan dar. 2017 verkörperte er den Museumswächter Otto im Jugendfilm Wonderstruck. Weitere Filmauftritte folgten in Greatest Showman und Ocean’s 8. In der Dramaserie Ozark stellt Young seit 2018 in einer Nebenrolle Jim Ratteldorf dar. Im Gerichtsdrama The Trial of the Chicago 7 aus dem Jahr 2020, war er in der Rolle des Howard Ackerman zu sehen. 2021 übernahm er als Mr. Headwood eine Nebenrolle in der Serie Snowpiercer.
Youngs Gastrollen im Fernsehen umfassen Auftritte in den Serien New York Undercover, Law & Order: Special Victims Unit, Criminal Intent – Verbrechen im Visier, Third Watch – Einsatz am Limit, CSI: Miami, It’s Always Sunny in Philadelphia, Numbers – Die Logik des Verbrechens, Canterbury's Law, Pan Am, White Collar, Person of Interest, The Blacklist, Good Wife, Elementary, Gotham, Homeland und Prodigal Son – Der Mörder in Dir.
Young ist seit 1990 mit der Schauspielerin Welker White verheiratet, mit der er im New Yorker Stadtteil Brooklyn lebt. Sie sind Eltern zweier gemeinsamer Kinder.

## Filmografie (Auswahl)
- 1988: The Appointments of Dennis Jennings
- 1991: Der Kühlschrank – eiskalt, böse und gemein (The Refrigerator)
- 1992: Simple Men
- 1993–1995: Pete & Pete (Fernsehserie, 8 Episoden)
- 1994: Amateur
- 1996: Under the Bridge
- 1996: Joseph Potts
- 1997: Chasing Amy
- 1998: New York Undercover (Fernsehserie, Episode 4x05)
- 1998: Olympia
- 1998: Liebe in jeder Beziehung (The Object of My Affection)
- 1998: Going Nomad
- 1999: Saturn
- 1999: Law & Order: Special Victims Unit (Fernsehserie, Episode 1x03)
- 1999: Cosby (Fernsehserie, 4 Episoden)
- 1999–2001: Third Watch – Einsatz am Limit (Third Watch, Fernsehserie, 3 Episoden)
- 1999–2023: Law & Order (Fernsehserie, 6 Episoden)
- 2000: Schneefrei (Snowfree)
- 2000: Unbreakable – Unzerbrechlich (Unbreakable)
- 2000: The War Next Door (Fernsehserie, 13 Episoden)
- 2002: No Such Thing
- 2002: G
- 2002: Der Super-Guru (The Guru)
- 2002–2009: Criminal Intent – Verbrechen im Visier (Criminal Intent, Fernsehserie, 3 Episoden)
- 2003: Nola
- 2003: Kill the Poor
- 2004: The Jury (Fernsehserie, Episode 1x09)
- 2005–2006: CSI: Miami (Fernsehserie, 2 Episoden)
- 2005–2014: The Comeback (Fernsehserie, 21 Episoden)
- 2006: Jung und Leidenschaftlich – Wie das Leben so spielt (As the World Turns, Fernsehserie, 6 Episoden)
- 2006: It’s Always Sunny in Philadelphia (Fernsehserie, Episode 2x08)
- 2006: The Darkroom
- 2007–2009: Damages – Im Netz der Macht (Damages, Fernsehserie, 5 Episoden)
- 2007–2011: Californication (Fernsehserie, 8 Episoden)
- 2008: Numbers – Die Logik des Verbrechens (Numb3rs, Fernsehserie, Episode 4x11)
- 2008: RSO: Registered Sex Offender
- 2008: Lipstick Jungle (Fernsehserie, Episode 1x05)
- 2008: Sex and the City – Der Film (Sex and the City: The Movie)
- 2009: Reunion
- 2009: Ein gutes Herz (The Good Heart)
- 2010: Auftrag Rache (Edge of Darkness)
- 2010: Twelve
- 2011: Red State
- 2011: Die Tochter meines besten Freundes (The Oranges)
- 2011–2012: Pan Am (Fernsehserie, 2 Episoden)
- 2012: Wie beim ersten Mal (Hope Springs)
- 2012: White Collar (Fernsehserie, Episode 4x06)
- 2012: Art Machine
- 2012–2013: Person of Interest (Fernsehserie, 2 Episoden)
- 2013: Muhammad Alis größter Kampf (Muhammad Ali's Greatest Fight)
- 2013: HairBrainded
- 2013: Der Lieferheld – Unverhofft kommt oft (Delivery Man)
- 2014: The Blacklist (Fernsehserie, Episode 1x18)
- 2014: Birdman oder (Die unverhoffte Macht der Ahnungslosigkeit) (Birdman oder (Die unverhoffte Macht der Ahnungslosigkeit))
- 2015: Neon Joe, Werewolf Hunter (Fernsehserie, 5 Episoden)
- 2015–2016: Good Wife (The Good Wife, Fernsehserie, 3 Episoden)
- 2016: Omni: Verse
- 2016: Catfight
- 2016–2017: House of Cards (Fernsehserie, 14 Episoden)
- 2017: Elementary (Fernsehserie, Episode 5x12)
- 2017: Wonderstruck
- 2017: Gotham (Fernsehserie, 2 Episoden)
- 2017: Greatest Showman (The Greatest Showman)
- 2018: Homeland (Fernsehserie, 3 Episoden)
- 2018: Ocean’s 8
- 2018: We Only Know So Much
- 2018–2022: Ozark (Fernsehserie, 21 Episoden)
- 2019: Gotta Get Down to It
- 2019: Otherhood
- 2020: The Trial of the Chicago 7
- 2020: Antarctica
- 2020: I Care a Lot
- 2021: Prodigal Son – Der Mörder in Dir (Prodigal Son, Fernsehserie, Episode 2x02)
- 2021: Snowpiercer (Fernsehserie, 8 Episoden)
- 2022: The Independent